# Ryan Roth
Ryan Roth (ur. 10 stycznia 1983 w Kitchener) – kanadyjski kolarz szosowy, zawodnik grupy UCI Professional Continental Teams Champion System.

## Najważniejsze osiągnięcia
- 2000
  -  1. miejsce w mistrzostwach Kanady juniorów (cyclo-cross)
- 2005
  -  1. miejsce w mistrzostwach Kanady (do lat 23, start wspólny)
- 2007
  - 1. miejsce w Univest Grand Prix
- 2008
  - 1. miejsce na 1. etapie Rochester Omnium
- 2009
  - 6. miejsce w Vuelta a Cuba
- 2010
  - 4. miejsce w Vuelta a Cuba
    - 1. miejsce na 7a etapie (ITT)
- 2011
  - 1. miejsce w Univest Grand Prix
- 2012
  -  1. miejsce w mistrzostwach Kanady (start wspólny)
  - 1. miejsce w Tro-Bro Léon
- 2016
  - 1. miejsce w Winston Salem Cycling Classic